# Ceratophyllidia papilligera
Ceratophyllidia papilligera är en snäckart som först beskrevs av Bergh 1890.  Ceratophyllidia papilligera ingår i släktet Ceratophyllidia och familjen Phyllidiidae. Inga underarter finns listade i Catalogue of Life.

## Bildgalleri

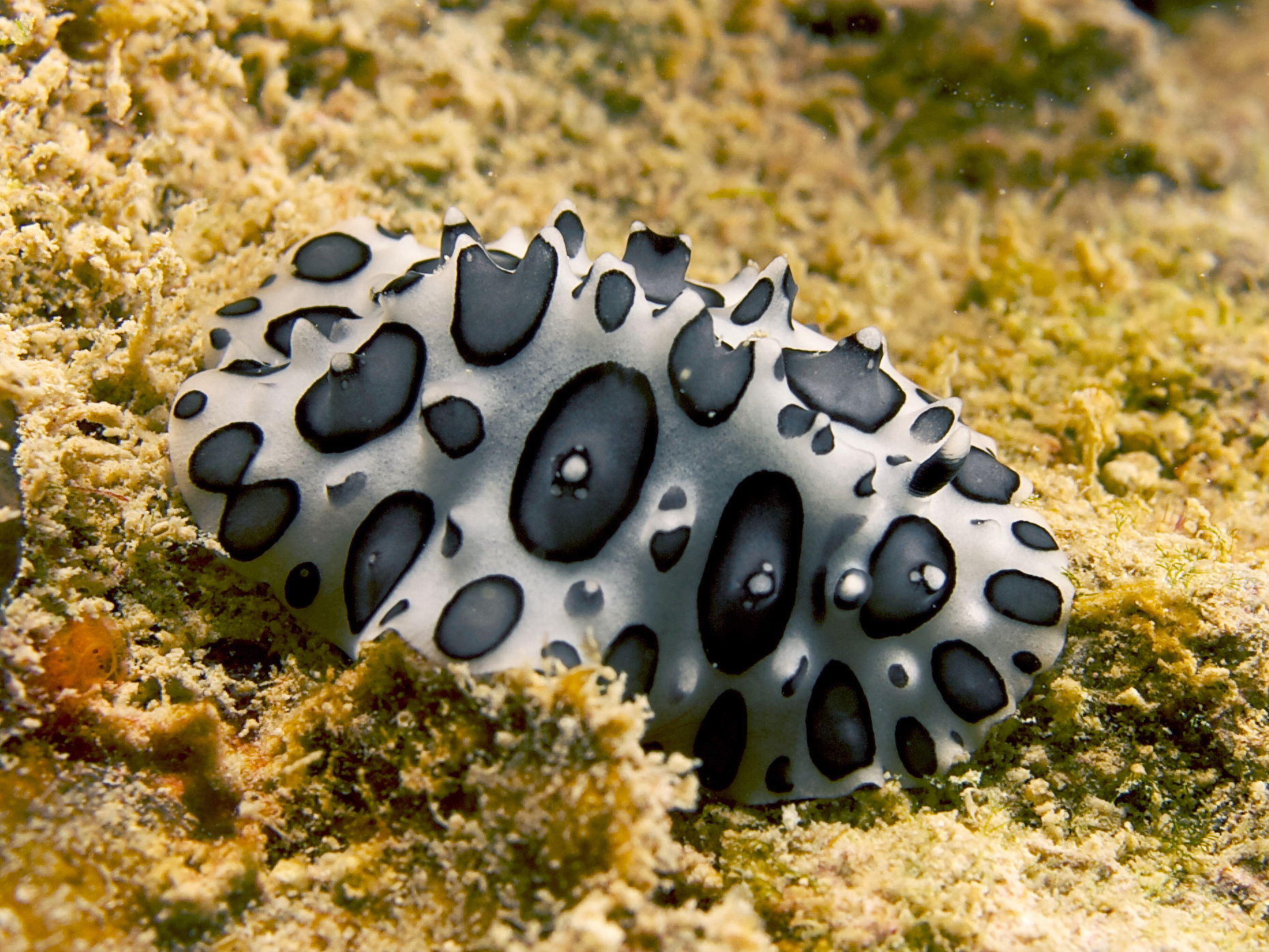
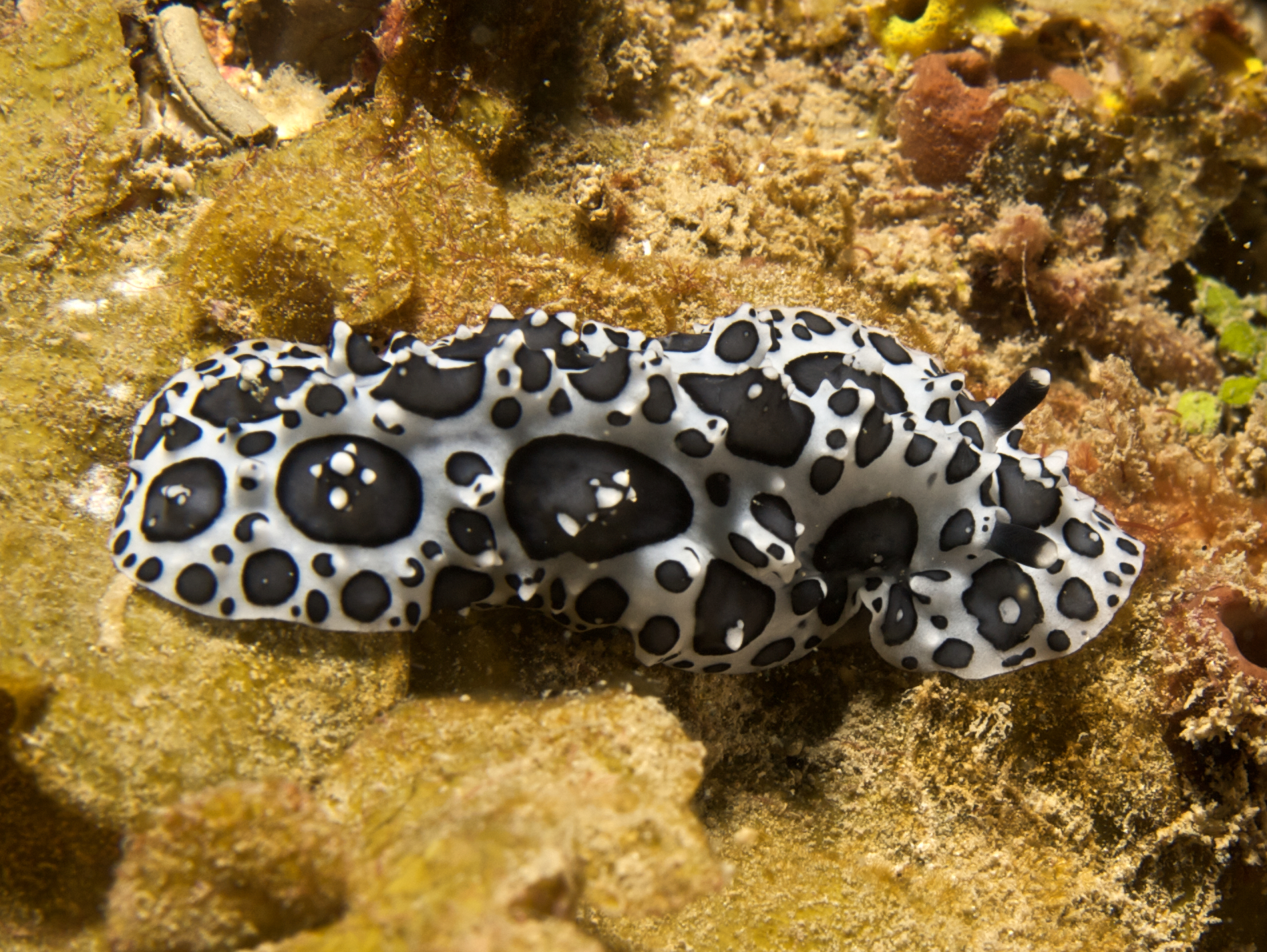
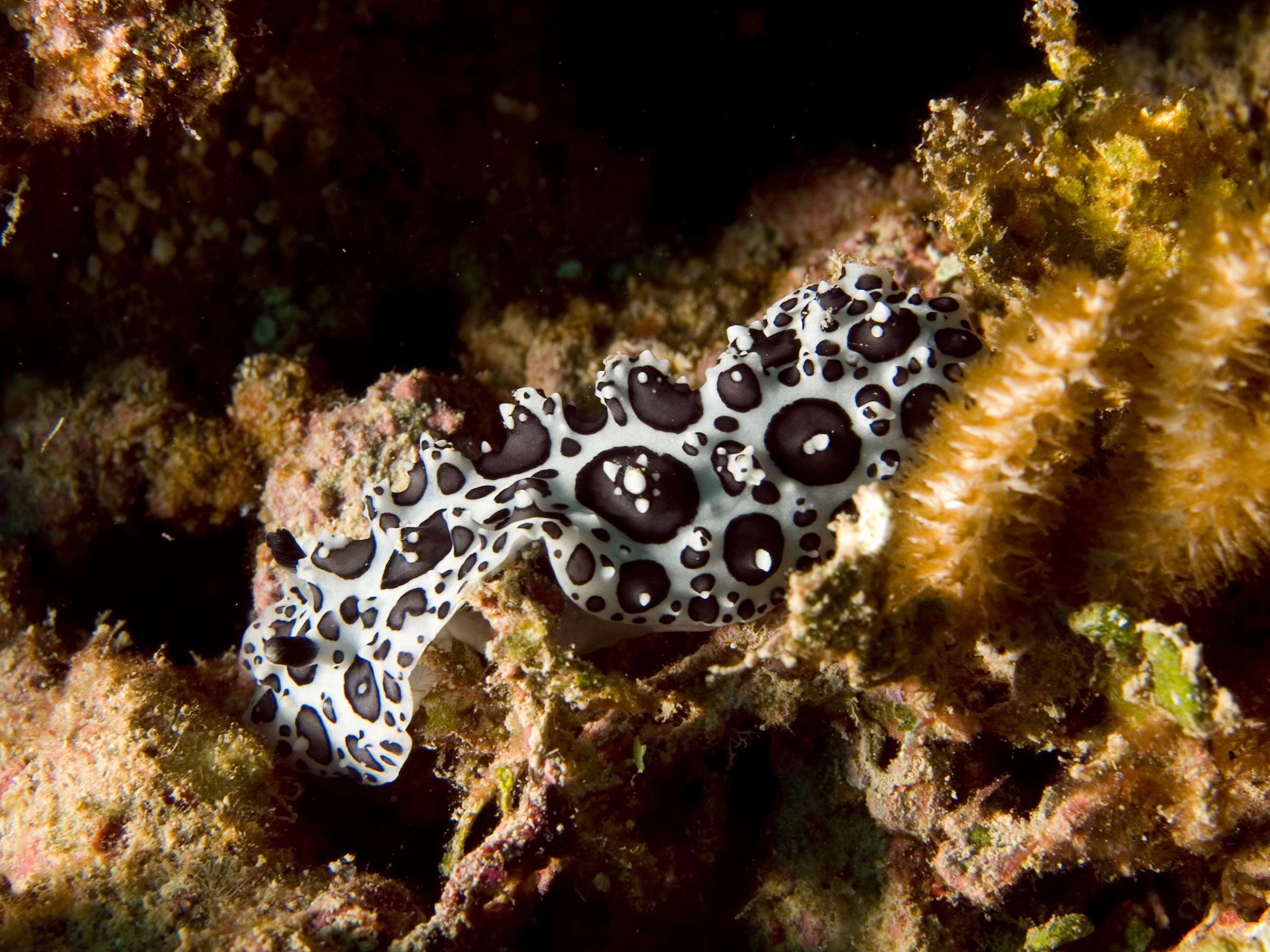